# Бени-Амран
Бени-Амран (араб. بني عمران‎, фр. Béni Amrane) — коммуна на севере Алжира, на территории вилайета Бумердес, округа Тения.

## Географическое положение
Коммуна находится в северной части вилайета, на высоте 123 метра над уровнем моря.
Коммуна расположена на расстоянии приблизительно 60 километров к востоку от столицы страны Алжира и в 25 километрах к юго-востоку от административного центра вилайета Бумердеса.

## Демография
По состоянию на 2008 год население составляло 23 162 человека.
Динамика численности населения коммуны по годам:
| 1977   | 1987   | 1998   | 2008   |
| ------ | ------ | ------ | ------ |
| 13 521 | 19 066 | 21 451 | 23 162 |